# Desetnica (nagrada)
Desetnica je slovenska literarna nagrada za otroško in mladinsko književnost. Podeljuje jo Društvo slovenskih pisateljev najboljšemu slovenskemu otroškemu ali mladinskemu knjižnemu delu, ki je izšlo v zadnjih treh letih in ga je napisal član društva.

## Ime nagrade
Desetnica predstavlja v ljudskem izročilu desetega otroka, ki mora od doma in tako postane sirota, po navadi je samostojen in ima posebne darove, na primer razume govor živali, se spozna na zelišča idr. Pravljico je zapisal in izdal Fran Miličinski  (Desetnica).

## Nagrajenci
| Leto | Avtor                            | Delo                                                  |
| ---- | -------------------------------- | ----------------------------------------------------- |
| 2004 | Mate Dolenc                      | Leteča ladja                                          |
| 2005 | Slavko Pregl                     | Usodni telefon                                        |
| 2006 | Janja Vidmar                     | Zoo                                                   |
| 2007 | Bina Štampe Žmavc                | Živa hiša                                             |
| 2008 | Andrej Rozman - Roza             | Kako je Oskar postal detektiv                         |
| 2009 | Marjana Moškrič                  | Stvar                                                 |
| 2010 | Dim Zupan                        | Hektor in male ljubezni                               |
| 2011 | Milan Dekleva Bina Štampe-Žmavc  | Pesmarica prvih besed Cesar in roža                   |
| 2012 | Feri Lainšček                    | Pesmi o Mišku in Belamiški                            |
| 2013 | Janja Vidmar                     | Kebarie                                               |
| 2014 | Vinko Möderndorfer               | Kot v filmu                                           |
| 2015 | Mate Dolenc                      | Mali princ z otoka                                    |
| 2016 | Marjana Moškrič                  | Sanje o belem štrpedu                                 |
| 2017 | Vinko Möderndorfer               | Kit na plaži                                          |
| 2018 | Aksinja Kermauner Suzana Tratnik | Žiga špaget je za punce magnet Tombola ali življenje! |
| 2019 | Andrej Rozman Roza               | Pesmi iz galerije                                     |
| 2020 | Jana Bauer                       | Ding dong zgodbe                                      |
| 2021 | Damijan Šinigoj                  | Kjer veter spi                                        |
| 2022 | Mateja Gomboc                    | Balada o drevesu                                      |
| 2023 | Andrej Predin                    | Arlan pod preprogo                                    |
| 2024 | Nataša Konc Lorenzutti           | Jutri bom siten kot pes                               |

## Nominiranci

### Nominiranci 2004
- Mate Dolenc, Leteča ladja
- Goran Gluvić, Popoldanski ritem
- Miroslav Košuta, Njune zgodbe
- Svetlana Makarovič, Počitnice pri teti Magdi
- Vinko Möderndorfer, Zakaj so sloni rahlospeči?
- Slavko Pregl, Srebro iz Modre špilje
- Andrej Rozman Roza, Razmigajmo se v križu
- Primož Suhodolčan, Živalske novice II.del
- Bina Štampe Žmavc, Pogašeni zmaj
- Janja Vidmar, Baraba

### Nominiranci 2005
- Borut Gombač, Velike oči male budilke
- Goran Gluvić, Detektiv Zdravc
- Marko Kravos, Škrat Škrip Škrap nagaja rad
- Marjana Moškrič, Ledene magnolije
- Vinko Möderndorfer, Muc Langus & čarovnička Gajka
- Bogdan Novak, Lovci na petardarje
- Slavko Pregl, Usodni telefon
- Primož Suhodolčan, Pica je kraljica!
- Marjan Tomšič, Kar je moje, je tudi tvoje: zgodbice o živalih
- Janja Vidmar, Prijatelja

### Nominiranci 2006
- Majda Koren, Župcin dnevnik
- Feri Lainšček, Lučka
- Miha Mazzini, Drevo glasov
- Tone Pavček, S črko čez Krko
- Milan Petek, Zgodbe Sinjega ptiča
- Matjaž Pikalo, Samsara
- Andrej Rozman Roza, Marela
- Marjan Tomšič, Kar je moje, je tudi tvoje
- Janja Vidmar, Zoo
- Dim Zupan, Štirinajst in pol

### Nominiranci 2007
- Mate Dolenc, Zabloda laboda in druge zgodbe
- Tatjana Kokalj, Kamen v žepu
- Majda Koren, Zgodbe zajca Zlatka
- Miroslav Košuta, Minimalčice
- Marko Kravos, Trst v žepu
- Vitan Mal, Žardna in Četrtek
- Andrej Rozman Roza, Mihec gre prvič okrog sveta
- Bina Štampe Žmavc, Živa hiša
- Janja Vidmar, Nimaš pojma
- Dim Zupan, Hektor in ribja usoda: zgodba nekega Hektorja

### Nominiranci 2008
- Ervin Fritz, Vrane
- Aksinja Kermauner, Berenikini kodri
- Majda Koren, Eva in kozel
- Matjaž Pikalo, Vrtnar na jezeru
- Slavko Pregl, Spričevalo
- Andrej Rozman Roza, Kako je Oskar postal detektiv
- Ivan Sivec, Prekletstvo zlata
- Primož Suhodolčan, Doktor za osle
- Janja Vidmar, Fantje iz gline
- Dim Zupan, Deklica za ogledalom

### Nominiranci 2009
- Evald Flisar, Pikpokec postane svetovni prvak
- Goran Gluvić, Čudovita igra nogometa
- Borut Gumbač, Nekdo iz smetnjaka
- Aksinja Kermauner, Orionov meč
- Tatjana Kokalj, Zajec Emil
- Marjana Moškrič, Stvar
- Slavko Pregl, Dva majhna velika ribiča
- Andrej Rozman Roza, Uganke
- Janja Vidmar, Angie
- Dim Zupan, Hektor in mala šola

### Nominiranci 2010
- Dušan Čater, Pojdi z mano
- Mate Dolenc, Polnočna kukavica in druge zgodbe
- Niko Grafenauer, Špicmožic in Halomuha
- Feri Lainšček, Hit poletja
- Matjaž Pikalo, Genija
- Primož Suhodolčan, Maks pa sanja
- Bina Štampe Žmavc, Vprašanja srca
- Anja Štefan, Lonček na pike
- Janja Vidmar, Pink
- Dim Zupan, Hektor in male ljubezni: zgodba nekega Hektorja

### Nominiranci 2011
- Cvetka Bevc, Pesem za vilo
- Milan Dekleva, Pesmarica prvih besed
- Aksinja Kermauner, Žiga špaget gre v širni svet
- Miklavž Komelj, Kako sta se gospod in gospa pomirila
- Majda Koren, Mici iz 2. a
- Tone Pavček, Po morju plava kit
- Slavko Pregl, Geniji brez hlač
- Primož Suhodolčan, Vitez brez krave
- Bina Štampe Žmavc, Cesar in roža
- Suzana Tratnik, Zafuškana Ganca

### Nominiranci 2012
- Cvetka Bevc, Desetka
- Niko Grafenauer, Žabja radijska postaja: sleherni večer oddaja
- Majda Koren, Mihec
- Feri Lainšček, Pesmi o Mišku in Belamiški
- Vinko Möderndorfer, Luža, čevelj, smrkelj in rokav
- Milan Petek Levokov, Skrivnost oblačne gore
- Slavko Pregl, Radovedne pravljice
- Lucija Stepančič, Martinček in dinozavri
- Primož Suhodolčan, Hud planet
- Dim Zupan, Hektor in zrela hruška

### Nominiranci 2013
- Jana Bauer, Groznovilca v hudi hosti
- Mate Dolenc, Maščevanje male ostrige
- Aksinja Kermauner, In zmaj je pojedel sonce
- Tatjana Kokalj, Teta Cilka
- Feri Lainšček, Barvice
- Vinko Möderndorfer, Velika žehta
- Lela B. Njatin, Zakaj je babica jezna
- Slavko Pregl, Čudni časi: basni
- Andrej Rozman Roza, Gospod Filodendron
- Janja Vidmar, Kebarie

### Nominiranci 2014
- Cvetka Bevc, Čivknjeno od začetka do konca
- Dušan Čater, Ribamož
- Goran Gluvić, Celovečerni film
- Nataša Konc Lorenzutti, Kakšno drevo zraste iz mačka
- Vinko Möderndorfer, Kot v filmu
- Tone Partljič, Deklica in general
- Andrej Predin, Gnusna kalnica
- Andrej Rozman Roza, Čofli
- Bina Štampe Žmavc, Zaljubljeni tulipan
- Anja Štefan, Gugalnica za vse

### Nominiranci 2015
- Mate Dolenc, Mali princ z otoka
- Nataša Konc Lorenzutti, Enajstnik
- Andrej Predin, Mica pri babici. Čarobni cilinder
- Slavko Pregl, O zmaju, ki je želel biti kralj
- Andrej Rozman Roza, Bober Bor
- Barbara Simoniti, Močvirniki
- Lucija Stepančič, Anton!
- Bina Štampe Žmavc, Barka zvezd
- Vladimir P. Štefanec, Sem punk čarovnica, debela lezbijka in ne maram vampov
- Dim Zupan, Tinček in tri zlate ribice

### Nominiranci 2016
- Milan Dekleva, Skrivalnice
- Aksinja Kermauner, Bela kot galeb
- Svetlana Makarovič, Kuzma, trinajsti škrat
- Vinko Möderndorfer, Pesmi in pesmičice
- Marjana Moškrič, Sanje o belem štrpedu
- Matjaž Pikalo, Rdeča raketa: fant, ki se je smejal življenju
- Andrej Rozman Roza, Predpravljice in popovedke
- Damijan Šinigoj, Iskanje Eve
- Anja Štefan, Še sto ugank
- Dim Zupan, Jaz, Franci Grdi

### Nominiranci 2017
- Milan Dekleva, Menjalnica sanj
- Niko Grafenauer, Kraljice mačke
- Neli Kodrič Filipić, Požar
- Nataša Konc Lorenzutti, Lica kot češnje
- Vinko Möderndorfer, Kit na plaži
- Saša Pavček, Zakaj je polje jezero?
- Sebastijan Pregelj, Deček Brin na domačem kolišču
- Bina Štampe Žmavc, Čarimatika
- Anja Štefan, Sadje z naše ladje
- Janja Vidmar, Prijatelja

### Nominiranci 2018
- Jana Bauer, Groznovilca in divja zima
- Milan Dekleva, Strahožer
- Aksinja Kermauner, Žiga špaget je za punce magnet
- Neli Kodrič Filipić, Povej mi po resnici
- Nataša Konc Lorenzutti, Kdo je danes glavni
- Miroslav Košuta, Ponikalnice
- Sebastijan Pregelj, Do konca jezera in naprej
- Vesna Radovanovič, Petelinček in kraljevska ptica
- Anja Štefan, Bobek in zlate kokoši
- Suzana Tratnik, Tombola ali življenje!

### Nominiranci 2019
- Nataša Konc Lorenzutti, Nisem smrklja
- Gaja Kos, Grdavši in presenečenje
- Nina Mav Hrovat, Miška želi prijatelja
- Feri Lainšček, Ne
- Vinko Möderndorfer, Jaz sem Andrej
- Saša Pavček, Rumi in kapitan
- Vesna Radovanovič, Petelinček prebudi upanje
- Andrej Rozman Roza, Pesmi iz galerije
- Anja Štefan, Drobtine iz mišje doline
- Janja Vidmar, Črna vrana

### Nominiranci 2020
- Jana Bauer, Ding dong zgodbe
- Cvetka Bevc, Božiček v ušesu
- Jure Jakob, Tri vrane s platane: o živalih, otrocih in drevesih
- Gaja Kos, Obisk
- Vesna Radovanovič, Petelinček se zaljubi
- Andrej E. Skubic, Babi nima več telefona
- Cvetka Sokolov, Bo res vse v redu
- Bina Štampe Žmavc, Kraljična onkraj ogledala: pravljičnih devet in ena za nasmeh
- Anja Štefan, Škratovske oči
- Jani Virk, Brez imena

### Nominiranci 2021
- Borut Gombač, Skrivnost lebdeče knjige
- Nataša Konc Lorenzutti, Gremo mi v tri krasne
- Nina Mav Hrovat, Posluh, jazbec gre!
- Vinko Möderndorfer, Babica za lahko noč
- Maša Ogrizek, Koko Dajsa v mestu
- Milan Petek Levokov, Lov za templjarskim zakladom
- Andrej Predin, Vesoljčki
- Damijan Šinigoj, Kjer veter spi
- Anja Štefan, Imam zelene čeveljčke
- Janja Vidmar, Elvis Škorc, genialni štor

### Nominiranci 2022
- Mateja Gomboc, Balada o drevesu
- Jure Jakob, Vranja potovanja
- Neli K. Filipić, Fronta
- Nataša Konc Lorenzutti, Tronci
- Miroslav Košuta, Božaj veter: pesmi za mlade
- Vinko Möderndorfer, Sončnica
- Maša Ogrizek, Lisičja luna
- Sebastijan Pregelj, Vrnitev
- Simona Semenič, Skrivno društvo KRVZ
- Cvetka Sokolov, Reči, ki jih ne razumem

### Nominiranci 2023
- Tina Arnuš Pupis, Nad gozdom se nekaj svetlika
- Jana Bauer, Kako objeti ježa
- Cvetka Bevc, F. A. K.
- Vinko Möderndorfer, Romeo in Julija iz sosednje ulice: pesmi in ena tragedija s hollywoodskim koncem
- Maša Ogrizek, Vseh sort starši in otroci
- Andrej Predin, Arlan pod preprogo
- Sebastijan Pregelj, Coprnica pod gradom
- Andrej E. Skubic, Napad na tajno bazo (Trio Golaznikus 8)
- Bina Štampe Žmavc, Skrinjica sinjega maka
- Anja Štefan, Medved in klobuk

### Nominiranci 2024[1]
- Irena Androjna: Modri otok. Ljubljana: Mladinska knjiga, 2021

- Jana Bauer: Čarobna omara. Ilustrirala Ana Košir. Ljubljana: KUD Sodobnost International, 2023

- Milan Dekleva: Pesmi na recept. Ilustriral Jaka Vukotič. Jezero: Morfemplus, 2023

- Neli Filipić: Kdo je kriv, da je zima bela in druge zgodbe. Ilustrirala Ana Zavadlav. Maribor: Založba Pivec, 2022

- Nejc Gazvoda: Fant iz papirja. Ilustrirala Hana Jesih. Novo mesto: Hibird Books, 2021

- Manica Klenovšek Musil: Prijateljici. Maribor: Založba Pivec, 2022

- Gaja Kos: Nočni obisk. Ilustrirala Ana Zavadlav. Ljubljana: Mladinska knjiga, 2022

- Vinko Möderndorfer: Švrk: res huda pasja biografija. Ilustrirala Eliza A. Dob: Miš založba, 2023

- Anja Štefan: Mišji ženin. Ana Zavadlav. Ljubljana: Mladinska knjiga, 2023